# Fußball-Weltmeisterschaft 1994/Russland
Dieser Artikel behandelt die russische Fußballnationalmannschaft bei der Fußball-Weltmeisterschaft 1994. Es war die erste WM nach dem Zerfall der Sowjetunion und folglich die erste Teilnahme der russischen Nationalmannschaft an der Endrunde einer Fußball-Weltmeisterschaft.

## Qualifikation
| Russland     | – | Island       | 1:0 | Juran 65'                                              |
| Russland     | – | Luxemburg    | 2:0 | Juran 5', Radtschenko 24'                              |
| Luxemburg    | – | Russland     | 0:4 | Kirjakow 11' 46', Schalimow 58', Kulkow 90'            |
| Russland     | – | Ungarn       | 3:0 | Kantschelskis 55', Kolywanow 60', Juran 85'            |
| Russland     | – | Griechenland | 1:1 | Dobrowolski 70' / Mitropoulos 45'                      |
| Island       | – | Russland     | 1:1 | Eyjólfur Sverrisson 25' / Kirjakow 38'                 |
| Ungarn       | – | Russland     | 1:3 | Klausz 20' / Pjatnizki 14', Kirjakow 53', Borodjuk 89' |
| Griechenland | – | Russland     | 1:0 | Machlas 69'                                            |

## Russisches Aufgebot
| Nr.               | Name                      | Verein vor WM-Beginn | Geburtstag | Spiele   | Tore     | Gelbe Karte | Rote Karte |
| Torhüter          | Torhüter                  | Torhüter             | Torhüter   | Torhüter | Torhüter | Torhüter    | Torhüter   |
| ----------------- | ------------------------- | -------------------- | ---------- | -------- | -------- | ----------- | ---------- |
| 1                 | Stanislaw Tschertschessow | Dynamo Dresden       | 02.09.1963 | 1        | 0        | 0           | 0          |
| 16                | Dmitri Charin             | FC Chelsea           | 16.08.1968 | 2        | 0        | 1           | 0          |
| Abwehrspieler     |                           |                      |            |          |          |             |            |
| 3                 | Sergei Gorlukowitsch      | Bayer 05 Uerdingen   | 18.11.1961 | 2        | 0        | 1           | 1          |
| 4                 | Dmitri Galjamin           | Espanyol Barcelona   | 08.01.1963 | 1        | 0        | 0           | 0          |
| 5                 | Juri Nikiforow            | Spartak Moskau       | 16.09.1970 | 3        | 0        | 2           | 0          |
| 6                 | Wladislaw Ternawski       | Spartak Moskau       | 02.05.1969 | 2        | 0        | 0           | 0          |
| 12                | Omari Tetradse            | Dynamo Moskau        | 13.10.1969 | 1        | 0        | 0           | 0          |
| 18                | Wiktor Onopko             | Spartak Moskau       | 14.10.1969 | 2        | 0        | 0           | 0          |
| 21                | Dmitri Chlestow           | Spartak Moskau       | 21.01.1971 | 3        | 0        | 2           | 0          |
| Mittelfeldspieler |                           |                      |            |          |          |             |            |
| 2                 | Dmitri Kusnezow           | Espanyol Barcelona   | 28.08.1965 | 2        | 0        | 1           | 0          |
| 7                 | Andrei Pjatnizki          | Spartak Moskau       | 27.09.1967 | 1        | 0        | 0           | 0          |
| 8                 | Dmitri Popow              | Racing Santander     | 27.02.1967 | 1        | 0        | 0           | 0          |
| 10                | Waleri Karpin             | Spartak Moskau       | 02.02.1969 | 3        | 0        | 1           | 0          |
| 14                | Igor Kornejew             | Espanyol Barcelona   | 04.09.1967 | 1        | 0        | 0           | 0          |
| 17                | Ilja Zymbalar             | Spartak Moskau       | 17.06.1969 | 2        | 0        | 0           | 0          |
| 19                | Alexander Mostowoi        | SM Caen              | 22.08.1968 | 1        | 0        | 0           | 0          |
| 20                | Igor Ledjachow            | Spartak Moskau       | 22.05.1968 | 1        | 0        | 0           | 0          |
| Stürmer           |                           |                      |            |          |          |             |            |
| 9                 | Oleg Salenko              | CD Logroñés          | 25.10.1969 | 3        | 6        | 0           | 0          |
| 11                | Wladimir Bestschastnych   | Spartak Moskau       | 01.04.1974 | 1        | 0        | 0           | 0          |
| 13                | Alexander Borodjuk        | SC Freiburg          | 30.11.1962 | 2        | 0        | 0           | 0          |
| 15                | Dmitri Radtschenko        | Racing Santander     | 02.12.1970 | 3        | 1        | 0           | 0          |
| 22                | Sergei Juran              | Benfica Lissabon     | 11.06.1969 | 1        | 0        | 0           | 0          |
| Trainer           |                           |                      |            |          |          |             |            |
|                   | Pawel Sadyrin             |                      | 18.09.1942 |          |          |             |            |

## Spiele der russischen Mannschaft

### Vorrunde
Brasilien –  Russland 2:0 (1:0)
Stadion: Stanford Stadium (Palo Alto)
Zuschauer: 81.061
Schiedsrichter: Chong (Mauritius)
Tore: 1:0 Romário (26.), 2:0 Raí (52.) 11m
 Schweden –  Russland 3:1 (1:1)
Stadion: Silverdome (Pontiac)
Zuschauer: 71.528
Schiedsrichter: Quiniou (Frankreich)
Tore: 0:1 Salenko (4.) 11m, 1:1 Brolin (37.) 11m, 2:1 Dahlin (59.), 3:1 Dahlin (81.)
 Russland –  Kamerun 6:1 (3:0)
Stadion: Stanford Stadium (Palo Alto)
Zuschauer: 74.914
Schiedsrichter: al-Sharif (Syrien)
Tore: 1:0 Salenko (15.), 2:0 Salenko (41.), 3:0 Salenko (44.) 11m, 3:1 Milla (46.), 4:1 Salenko (72.), 5:1 Salenko (75.), 6:1 Radtschenko (81.)
In Russlands der Gruppe B wurde der bis dahin dreifache Weltmeister Brasilien seiner Favoritenrolle gerecht; insbesondere das Sturmduo Romario und Bebeto überzeugte. Gegen Russland und Kamerun gewann das Team von Carlos Alberto Parreira, im letzten Gruppenspiel schafften die defensiv ausgerichteten Schweden gegen die Brasilianer ein Unentschieden. Schweden, das eher mäßig ins Turnier startete, zog als zweite Mannschaft in das Achtelfinale ein. Russland konnte nur im letzten Gruppenspiel überzeugen. Dabei traf Oleg Salenko als erster und bis dahin einziger Spieler der WM-Geschichte fünfmal in einem Spiel das Tor. Für die Russen endete die erste WM nach dem Zerfall der Sowjetunion bereits nach der Vorrunde. Kamerun konnte nicht an die Leistungen der WM von 1990 anknüpfen. Altstar Roger Milla sorgte aber für einen Rekord im für den Rest des Turniers letztlich unbedeutenden Spiel zwischen Kamerun und Russland. Mit seinen 42 Jahren erzielte er als bis dahin ältester Spieler der WM-Geschichte ein Tor.